# Franklin Avenue (metrostation)
Franklin Avenue is een station van de metro van New York in de wijk Bedford-Stuyvesant in het stadsdeel Brooklyn. Het station is onderdeel van de lijnen A, C en S (de Franklin Avenue Shuttle).
 ·  ·  ·  ·  ·  ·  ·  ·  · 
Van noord naar zuid: Franklin Avenue · Park Place · Franklin Avenue-Botanic Garden · Prospect Park